# Вепорске-Врхи
Ве́порске-Врхи (словац. Veporské vrchy) — горный массив в центральной Словакии, часть Словацких Рудных гор. Вепорске-Врхи покрыты в основном смешанными лесами, с преобладанием дубов, грабов, буков, клёнов и лип в нижних ярусах и елей и пихт в верхнем. На территории Вепорске-Врхов находится несколько заповедников.

## Достопримечательности
- Развалины замка Виглаш
- Города Брезно, Детва, Гринёва, Полтар
- Горнолыжные центры
- Быстрьянский водопад

## Климат
Климат в Вепорске-Врхах достаточно прохладный, средняя температура зимой находится в диапазоне от 3 до 6 °C, летом же от 14 до 16 °C. Снег покрывает горы 120—150 дней в году.